# Ribo (groupe)
Pour les articles homonymes, voir Ribo.
Ribo est un groupe musical originaire d'Amiens.

## Le groupe
- Stéphane Séret : textes
- Laurent Pilniak : chant, guitare
- Olivier Elie : guitare
- Nicolas Jonville/Jocelyn Soler : batterie
- Xavier Comor : basse

## Discographie
- 2000 : La soif !
- 2002 : Les amours bizarres de Marius Venin
- 2005 : Fatras pour chats giflés
- 2007 : Sally Jean Malher n'est plus ici...
- 2011 : Douter des Totems
- 2013 : Veloutine & Vodka